# Bistum Shrewsbury
Das Bistum Shrewsbury (lateinisch Dioecesis Salopiensis) ist eine in Großbritannien gelegene Diözese mit Sitz in Shrewsbury.
Es wurde am 29. September 1850 mit der Wiederherstellung der katholischen Hierarchie in England aus Gebieten der Apostolischen Vikariate Central District, Lancashire District und Wales District begründet. 1895 gab es Gebiete an das neue Bistum Newport und Menevia ab.

## Bischöfe
- James Brown (1851–1881)
- Edmund Knight (1882–1895)
- John Carroll (1895–1897)
- Samuel Webster Allen (1897–1908)
- Hugh Singleton (1908–1934)
- Ambrose James Moriarty (1934–1949)
- John Aloysius Murphy (1949–1961) (später Erzbischof von Cardiff)
- William Eric Grasar (1962–1980)
- Joseph Gray (1980–1995)
- Brian Michael Noble (1995–2010)
- Mark Davies (seit 2010)

## Weblinks

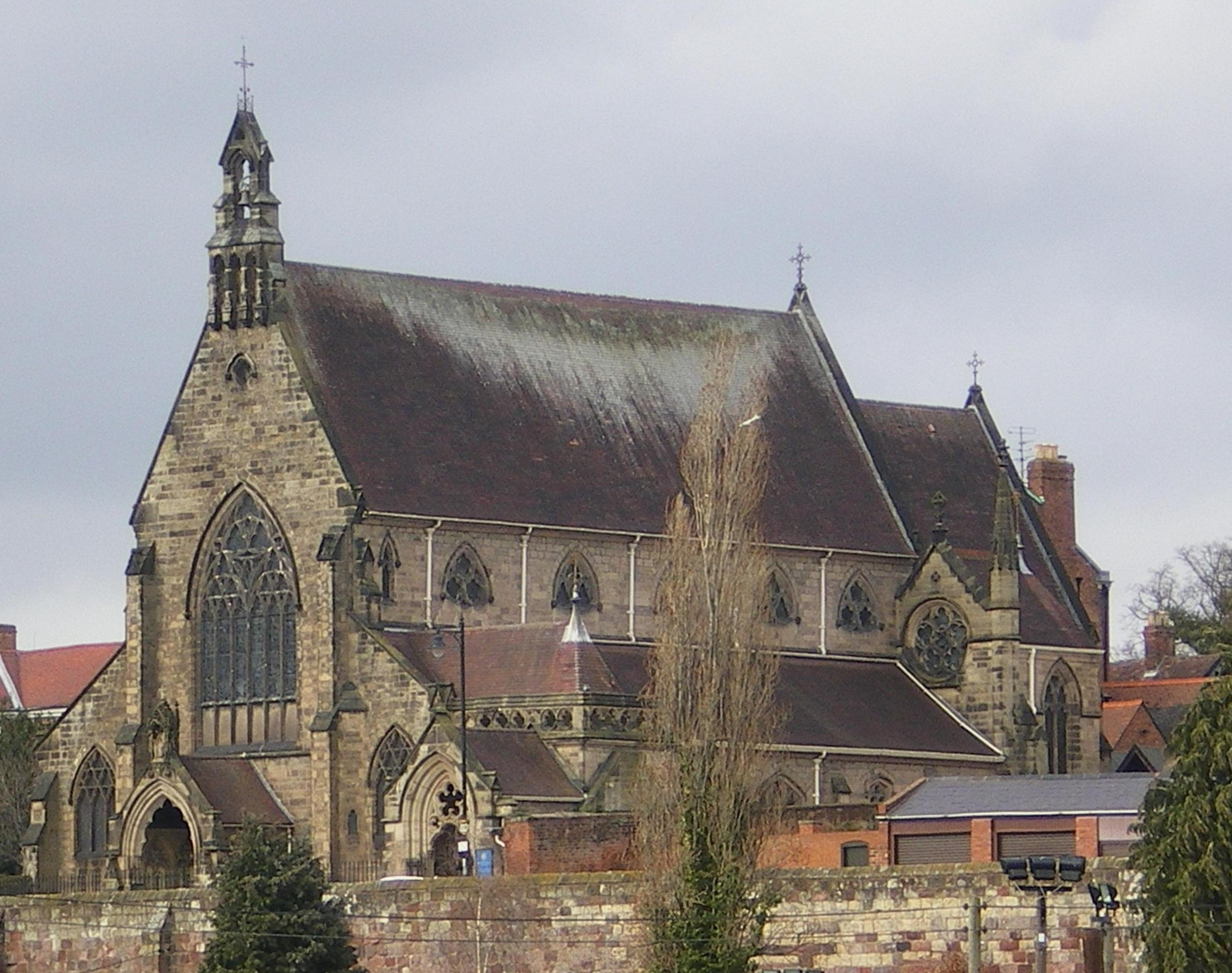
Kathedrale Maria Hilfe der Christen und St. Petrus von Alcantara in Shrewsbury